# Gastrotheca fulvorufa
Gastrotheca fulvorufa é uma espécie de anfíbio da família Hemiphractidae. Endêmica do Brasil, pode ser encontrada na Serra dos Órgãos e na Serra do Mar, nos estados do Rio de Janeiro e São Paulo.